# Isabelle Danel
 (juillet 2016).
Isabelle Danel, née le 25 février 1962 à Avesnes-sur-Helpe, est une journaliste et critique de cinéma française. 
Elle est présidente du Syndicat français de la critique de cinéma et des films de télévision de 2013 à 2019, et de la Fédération internationale de la presse cinématographique (FIPRESCI) de 2018 à 2023.

## Biographie
Isabelle Danel naît le 25 février 1962 à Avesnes-sur-Helpe, dans le département du Nord.
Journaliste et critique de cinéma (Télérama, L'Événement, Rolling Stone, Je bouquine, Première…), elle est aussi l'auteur de plusieurs ouvrages sur le cinéma.
Elle signe régulièrement des textes dans Version Femina, Les Fiches du cinéma, L'Éléphant, Bande à Part et bande-a-part.fr.
Elle est pendant six ans, de juin 2013 à juin 2019, présidente du Syndicat français de la critique de cinéma et des films de télévision.
Vice-présidente de la Fédération internationale de la presse cinématographique (FIPRESCI) dès avril 2016, elle en est élue présidente en avril 2018, jusqu'en 2023.
Elle est commissaire principale de l'exposition Robert Guédiguian - Avec le cœur conscient, présentée à la Friche La Belle de mai de Marseille, d'octobre 2023 à janvier 2024.

## Publications
- 1986 : Des étoiles sont nées, Éditions Pierre Lherminier
- 2000 : Ma belle-mère est une sorcière, L'École des loisirs
- 2007 : En haut des marches, le cinéma, Éditions Scrinéo / Les Carnets de l'Info
- 2008 : Conversation avec Robert Guédiguian, Éditions Scrinéo
- 2012 : Marilyn de A à Z, Éditions Tana
- 2014 : Bluwal : Pionnier de la télévision, Éditions Scrinéo